# HD 35798
HD 35798，又名CP-81 134，SAO 258405、HR 1815，是一颗恒星，视星等为6.51，位于銀經294.02，銀緯-30.39，其B1900.0坐标为赤經5h 22m 6.7s，赤緯-81° -30.39′ 47″。